# قاشای (شهرستان چوی)
قاشای (به لاتین: Koshoy) یک منطقهٔ مسکونی در قرقیزستان است که در شهرستان چوی واقع شده‌است. قاشای ۲ کیلومتر مربع مساحت و ۱٬۸۶۵ نفر جمعیت دارد.